# Ehrenfried Wydra
Ehrenfried Wydra (* 24. Juli 1926; † 4. Oktober 2010 in Herne) war ein deutscher Fußballspieler. Für den SC Westfalia Herne absolvierte der Abwehrspieler von 1954 bis 1958 in der damals erstklassigen Fußball-Oberliga West 84 Spiele. Zuvor, von 1949 bis 1954 in der 2. Liga West, hatte er bereits für seinen Heimatverein 139 Spiele in der II. Division bestritten und dabei ein Tor erzielt.

## Laufbahn
Der Jugendspieler Ehrenfried „Bobby“ Wydra spielte bereits mit 15 ¾ Jahren für Westfalia Herne in der Saison 1941/42 in der Gauliga Westfalen. Während des Zweiten Weltkriegs war die frühzeitige Übernahme eigener Jugendspieler in den Seniorenbereich neben der Möglichkeit „Gastspieler“ einzusetzen, die am Ort ihrer Einberufung die zusätzliche Spielberechtigung neben der ihres Stammvereines erhalten konnten, gleich wichtig um den Spielbetrieb aufrechterhalten zu können. „Bobby“ Wydra spielte dadurch sowohl für Alemannia Aachen als auch für seinen Stammverein SCW. Selbst als er mit seinem Gymnasium nach Treptow evakuiert war, machte Wydra an manchen Wochenenden den Hin- und Rückweg von über 1000 Kilometern, um 90 Minuten für seine Blau-Weißen auflaufen zu können. Nach Ende des Zweiten Weltkriegs fanden Herner Spieler die aus dem Krieg zurückgekommen waren, schnell wieder zum Verein, zu dessen aktivem Zentrum in den Nachkriegsjahren der Fußballobmann Gustav Rappenberg mit seinem Lebensmittelgeschäft wurde. Für den jungen Verteidiger „Bobby“ Wydra war Rappenbergs Geschäft nach seiner Entlassung aus einem amerikanischen Lazarett die erste Anlaufstelle: „Da bekam ich erst einmal ein Butterbrot mit Wurst. Und dann fragte er mich gleich: ‚Und Du spielst doch wieder für Westfalia?’ - ‚Klar’, sagte ich.“
Anfang 1946 schritt die Reorganisation des westdeutschen Fußballs voran. Der „Westfälische Fußball-Bund“ wurde gegründet. Man beschloss, dass alle Mannschaften die ab 1939 in der Gauliga gespielt hatten, in einer Liga antreten sollten. Man richtete zwei Gruppen mit je neun Mannschaften ein. In der Landesliga Westfalen, Gruppe 1, traf Westfalia auf alte Bekannte wie den VfL Bochum, SpVg Röhlinghausen und insbesondere auf den Altmeister FC Schalke 04, der am 31. März 1946 vor über 20.000 Zuschauern zum ersten Mal nach dem Krieg wieder am Schloss gastierte. Herne gewann mit 3:1 Toren und „Bobby“ Wydra war als linker Verteidiger vor Torhüter Heinz Sobota im Einsatz. Paul Matzkowski spielte Mittelstürmer und Günter Grandt auf Halblinks. Die Torschützen für Herne waren Grandt (1:0), Matzkowski (2:0) und Linksaußen Herbert Pogner zum 3:0.  Schalke war mit den zwei „Altmeistern“ Ernst Kuzorra und Fritz Szepan angetreten, daneben spielten noch Hans Klodt im Tor, Otto Tibulski und Fritz Pliska in der Läuferreihe und Rechtsaußen Willi Dargaschewski lieferte sich überwiegend Zweikämpfe mit „Bobby“ Wydra in der Herner Verteidigung.
In den ersten Jahren nach dem Zweiten Weltkrieg wurden die „Kalorienspiele“ geboren. Die Fußballstars des Ruhrgebiets spielten in ländlichen Gegenden gegen Brot, Schinken und einen Sack Kartoffeln. „Wir sind zusammen mit dem bekannten Schiedsrichter Bauschuss in die Landgegend Ostwestfalens gefahren. Dort haben wir für ein Pfund Butter, eine Wurst und ein Stück Schinken gespielt. Wenn die Felder geerntet worden sind, haben wir die Ähren aufgesammelt. Zu Hause haben wir sie getrocknet, geröstet, durch die Kaffeemaschine gedreht und so den legendären Muckefuck gemacht“, erinnert sich Bobby Wydra an die Landfahrten.
Aus dem ungleichen Stand des Ligabetriebs – in der amerikanischen Zone hatte sich schon im Spätjahr 1945 die Oberliga Süd als höchste zentrale Spielklasse gebildet – resultierte, dass die „Einkäufer“ der bayrischen, hessischen und baden-württembergischen Vereine mit großzügigen Geld- und Arbeitsangeboten auf Spielersuche gingen. „Nach dem Krieg war es besonders wichtig, eine gute Arbeit zu finden. Junge Männer wurden ja in den Bergbau zwangsverpflichtet, um ein Jahr Kohle zu machen, aber zum Glück hat mich der Stadtarzt Dr. Hoppe, der auch unser Vereinsarzt war, ‚grubenuntauglich’ geschrieben. Ende 1946 sind Spielereinkäufer des SV Wiesbaden an mich herangetreten und haben mir Arbeit und weitere Zuwendungen versprochen“, so Bobby Wydra über den Abwerbungsversuch im Herbst 1946.  Wydra macht ein unerlaubtes Gastspiel im November für Wiesbaden und wurde von der Herner Vereinsführung für vier Wochen gesperrt. Gleichzeitig bemühte man sich aber, dem jungen Mann eine Anstellung zu verschaffen. Über „gute Kontakte“ kam er als Auszubildender bei der Dresdner Bank unter, wo er schließlich sein komplettes Berufsleben verbringen sollte. „Es ist ganz klar, ich verdanke dem Fußball meine berufliche Karriere“, resümierte Bobby Wydra heute (2004).
Nach der Runde 1946/47 in der Landesliga Westfalen, hatten sich die Blau-Weißen mit dem vierten Rang nicht für die ab 1947/48 startende Oberliga West qualifiziert. Wydra und Kollegen gelangten aber zumindest zum Start der ab 1949/50 ihre Meisterschaftsspiele durchführenden 2. Liga West, in die aus zwei Staffeln bestehende Zweitklassigkeit. Im Debütjahr absolvierte der Verteidiger 28 Ligaspiele und die Westfalia belegte den achten Rang in der Gruppe 1. Ab 1952/53 gab es die 2. Liga West in einer Staffel und im zweiten Jahr ihres Spielbetriebs errang Herne die Vizemeisterschaft und damit den Aufstieg in die Oberliga. „Bobby“ Wydra, einer der Leistungsträger in der Abwehr, hatte 24 Spiele in der Aufstiegsrunde absolviert und Günter Grandt mit 28 Treffern in der Offensive neben dem Antreiber und Vorlagengeber Kurt Sopart, die meisten Tore erzielt. Insgesamt werden für Wydra in den fünf Runden 2. Liga-Fußball, von 1949 bis 1954, 139 Ligaspiele mit einem Tor notiert.
Mit einer 1:7-Niederlage bei Preußen Münster debütierte Wydra mit Herne am 22. September 1954 in der Oberliga. Er lernte dabei die individuelle Klasse eines Angreifers wie Felix Gerritzen kennen. Das Lokalderby gegen den SV Sodingen ging in der Hinrunde am 3. Oktober 1954 vor 27.000 Zuschauern durch ein Tor von Gerhard Harpers mit 0:1 Toren verloren und in der Rückrunde setzten sich die Grün-Weißen mit 5:2 Toren durch. Einer der Höhepunkte in der ersten Saison in der Oberliga war der 2:1-Heimerfolg am 13. April 1955 gegen den souveränen Tabellenführer Rot-Weiss Essen, als Günter Grandt mit seinem Tor in der 82. Minute den Siegtreffer erzielte. Die Duelle des Herner Verteidigerpaars Alfred Pyka und „Bobby“ Wydra gegen die gefährlichen Essener Flügelstürmer Helmut Rahn und Bernhard Termath, hatten dabei wesentlichen Anteil zum Erfolg des Aufsteigers. Pyka und Wydra bildeten das Stammverteidigerpaar in der Serie 1954/55. Ab der Runde 1955/56 übernahm Fritz Langner die Trainingsleitung in Herne und Hans Tilkowski eröffnete seine beeindruckende Torhüterkarriere in der Oberliga. Auch noch im zweiten Langner-Jahr, 1956/57, gehörte der Bankkaufmann mit 25 Ligaeinsätzen der Stammelf der Westfalia an.
Mit seinem sechsten Rundeneinsatz am 9. Februar 1958, mit einem 1:1-Remis bei Hamborn 07, beendete „Bobby“ Wydra aber seine 16-jährige Aktivität in der Ligamannschaft von Westfalia Herne. Im Mai des Weltmeisterschaftsjahres wurde er offiziell verabschiedet. Zwischen 1942 und 1958 hat er runde 330 Pflichtspiele für die Westfalia absolviert.
Nach der Spielerlaufbahn war er über Jahrzehnte als Platzkassier, Fußball-Obmann und Schatzmeister für seinen Verein noch im Einsatz. Nach seinem Tod, er wurde am 4. Oktober 2010 auf dem Baukauer Friedhof an der Kaiserstraße beerdigt, ließ er der Westfalia testamentarisch noch eine beträchtliche Summe zukommen. Mit der Namensgebung der Haupttribüne im Stadion am Schloss Strünkede in „Bobby-Wydra-Tribüne“, werden seine Verdienste um Westfalia Herne gewürdigt.